# 日阪製作所
株式会社日阪製作所（ひさかせいさくしょ、英: HISAKA WORKS, LTD.）は、大阪府大阪市北区曾根崎に本社を置く産業機械メーカーである。
1942年（昭和17年）創業。

## 会社概要
各種産業機械の製造販売を行う。中でもプレート式熱交換器と染色機械におけるシェアは国内首位に位置する。また食品や医薬品など生活産業機器の強化も図っている。その他ボールバルブでも高いシェアを誇り、各種条件をクリアし、性能にすぐれている。
長年にわたり大阪府東大阪市に鴻池事業所を置いているが、2008年（平成20年）3月に淀川工場と統合された。
2009年（平成21年）8月に中国常熟に100 %子会社・日阪（常熟）机械科技有限公司（現・日阪（中国）机械科技有限公司）を設立。同年9月、マイクロゼロ株式会社を子会社化。

## 沿革
- 1942年（昭和17年）5月 - 会社設立。
- 1954年（昭和29年）12月 - プレート式熱交換器、チーズ染色機を開発。
- 1958年（昭和33年）7月 - ボールバルブを開発。
- 1967年（昭和42年）9月 - 画期的なサーキュラー染色装置を開発。
- 1971年（昭和46年）11月 - 大阪証券取引所市場第二部に上場。
- 1973年（昭和48年）3月 - 名古屋証券取引所市場第二部に上場。
- 1975年（昭和50年）3月 - 食品機械開発。
- 1980年（昭和55年）12月 - 東京証券取引所市場第二部に上場。
- 2003年（平成15年）10月 - 名古屋証券取引所上場廃止。
- 2004年（平成16年）10月 - マレーシアに合弁会社設立（HISAKA WORKS S.E.A. SDN.BHD.）。
- 2006年（平成18年）8月 - 中国・上海市に100％子会社設立（日阪（上海）商貿有限公司）。
- 2008年（平成20年）3月 - 淀川工場閉鎖、生産拠点を鴻池事業所へ集約。
- 2009年（平成21年）
  - 8月 - 中国・常熟市に100％子会社設立（日阪（常熟）机械科技有限公司）。
  - 9月 - マイクロゼロ株式会社を子会社化。
- 2010年（平成22年）10月 - 日阪（常熟）机械科技有限公司工場が竣工。
- 2011年（平成23年）
  - 4月 - インドネシア（ジャカルタ）に駐在員事務所開設。
  - 5月 - 生活産業機器事業本部ISO9001認証取得。
  - 12月 - HISAKAWORKS S.E.A. SDN.BHD.（マレーシア）を100％子会社化。
- 2012年（平成24年）3月 - サウジアラビアに子会社設立（HISAKA MIDDLE EAST CO., LTD.）。
- 2013年（平成25年）
  - 8月 - 日阪（常熟）机械科技有限公司が日阪（中国）机械科技有限公司に社名変更。
  - 10月 - 韓国に子会社HISAKA KOREA CO.,LTD.を設立。
- 2014年（平成26年）4月 - 名古屋支店を開設。
- 2015年（平成27年）
  - 5月 - 本社および熱交換器事業本部、バルブ事業本部、国内営業部門を移転。
  - 10月 - 九州支店、北九州支店を開設。
- 2016年（平成28年）11月 - 旭工業株式会社を子会社化。
- 2017年（平成29年）4月 - 生活産業機器事業本部をプロセスエンジニアリング事業本部に名称変更。
- 2019年（平成31年/令和元年）
  - 4月 - 札幌市白石区に北海道営業所、千葉県市原市に千葉営業所を開設。小松川化工機株式会社を子会社化。
  - 11月 - 青梅事業所を新設。
- 2020年（令和2年）4月 - 広島県尾道市に尾道営業所を開設。
- 2021年（令和3年）6月 - 監査等委員会設置会社に移行。

## 事業所
- 本社 - 大阪市北区曾根崎2-12-7　清和梅田ビル20F
- 鴻池事業所 - 東大阪市東鴻池町2-1-48　熱交換器（PHE・BHE）・食品機器・医薬機器・染色仕上機器・ボールバルブなどを製造
- 青梅事業所 - 東京都青梅市末広町2-9-3
- 東京支店 - 東京都中央区京橋1-19-8　京橋OMビル2F
- 名古屋支店 - 名古屋市中区栄1-12-17　富士フイルム名古屋ビル12F
- 九州支店 - 福岡県福岡市博多区博多駅前1-15-20　NMF博多駅前ビル9F
- 北九州支店 - 福岡県北九州市小倉北区紺屋町9-1　明治安田生命小倉ビル12F
- 北海道営業所 - 北海道札幌市白石区東札幌三条6-1-20　札幌白石第一生命ビルディング3階
- 千葉営業所 - 千葉県市原市五井中央西1-23-6　ジュリオ斉藤ビル2階
- 尾道営業所 - 広島県尾道市西御所町14-15

## グループ会社
- マイクロゼロ株式会社
- 旭工業株式会社
- 小松川化工機株式会社
- 株式会社オートマチック・システムリサーチ
- HISAKAWORKS S.E.A. SDN. BHD(MALAYSIA).（マレーシア）
- PT. HISAKA WORKS INDONESIA（インドネシア）
- HISAPINO Manila Representative Office（フィリピン）
- HISAVINA Ho Chi Minh Representative Office（ベトナム）
- HISAKA WORKS (THAILAND) CO., LTD.（タイ王国）
- HISAKAWORKS SINGAPORE PTE. LTD.（シンガポール）
- 日阪（中国）机械科技有限公司（中国）
- HISAKA MIDDLE EAST CO. LTD.（サウジアラビア）
- HISAKA KOREA CO., LTD（大韓民国）

## テレビ番組
- 日経スペシャル ガイアの夜明け 会社は誰のものか 〜大買収時代 株式を巡る攻防〜（2005年7月12日、テレビ東京）[2] - 買収を防ぐ取組を取材。